# Povo Orochen
O povo Oroqen ou Orochen (Oroqen: Oroqen; em chinês: 鄂伦春族, transl. èlúnchūnzú; Mongol: Orčun; também escrito Orochen ou Orochon) são um grupo étnico no norte da China. Eles formam um dos 56 grupos étnicos oficialmente reconhecidos pela República Popular da China. Estandarte Autônomo de Oroqen também está localizado na Mongólia Interior.
Os Orochens são principalmente caçadores e costumam usar peles e peles de animais para se vestir. Muitos deles desistiram da caça e aderiram às leis que visam proteger a vida selvagem na República Popular da China. O governo forneceu moradias modernas para aqueles que deixaram para trás o modo de vida tradicional. Os Oroqen são representados no Congresso do Povo por seu próprio delegado e são uma minoria étnica reconhecida.

## Cultura
Os Oroqen são exogâmicos, sendo permitidos apenas casamentos entre membros de diferentes clãs.
A habitação tradicional chama-se sierranju (chinês: 斜仁柱, pinyin: xiérénzhù) e é coberta no verão com casca de bétula e no inverno com peles de veado. Estas habitações têm formas cónicas e são feitas de 20 a 30 paus de pinheiro. As habitações têm geralmente cerca de seis metros de diâmetro e cinco metros de altura. No centro é colocada uma lareira que serve de cozinha, bem como fonte de iluminação. A casca de bétula é uma importante matéria-prima na cultura tradicional ao lado das peles. Serve para a preparação de contentores de todos os tipos, desde a fabricação de berços e barcos. Com relação à criação de renas dos Evenki, Orochen e Nanai, que compartilham o uso da casca de bétula, pode-se dizer que essas culturas fazem parte de uma cultura de "casca de bétula".
Os Orochens na China estão agora entre os grupos étnicos mais educados. 23,3% do grupo étnico recebeu educação universitária, apenas menos do que os russos na china, os tártaros da china e os nanais. 19,2% receberam apenas o ensino fundamental ou menos, apenas superior aos coreanos, russos, chineses e nanais.

## Religião

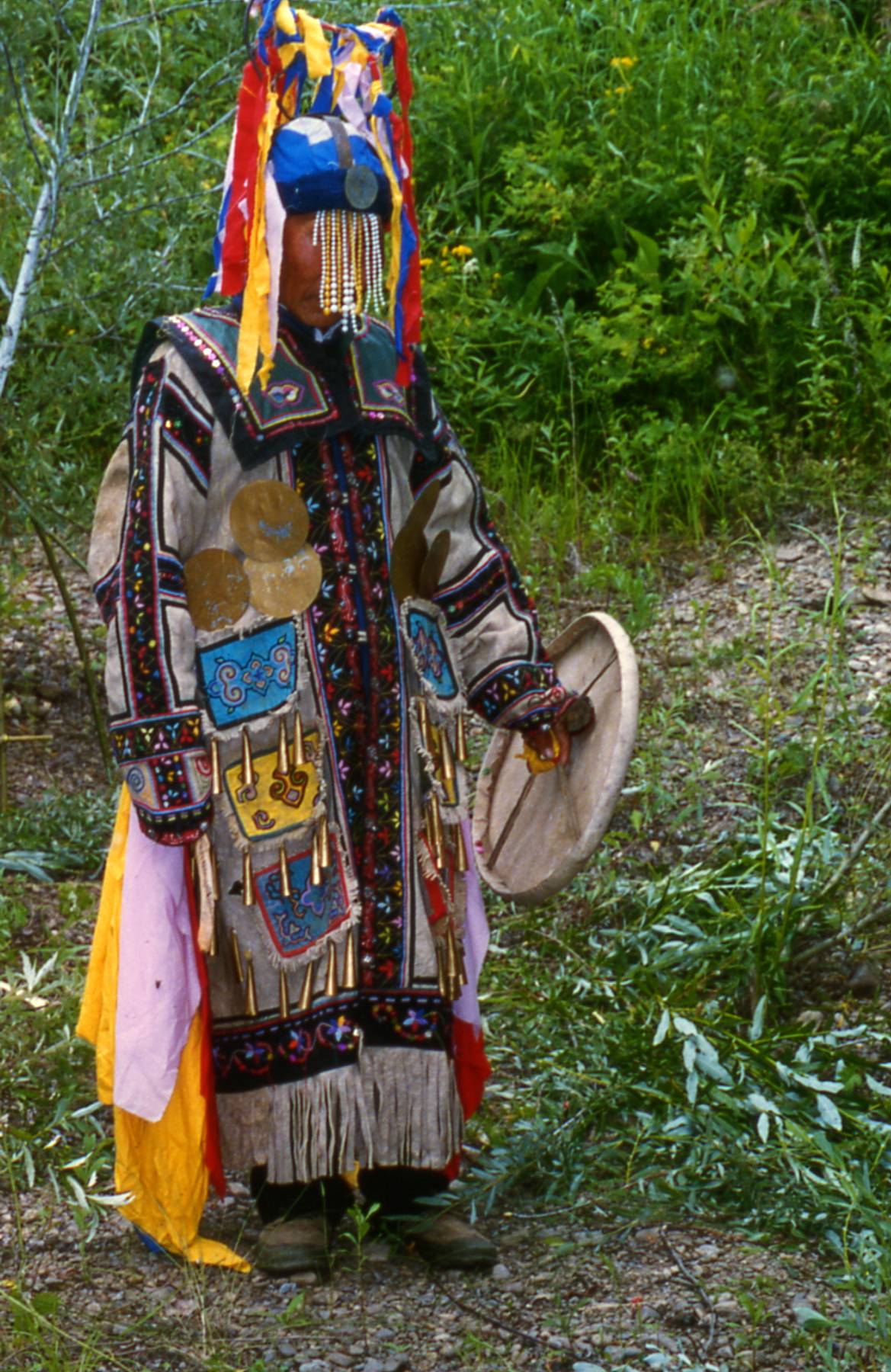
Esta é uma foto de Chuonnasuan (1927–2000), o último xamã do povo Orochen, tirada por Richard Noll em julho de 1994 na Manchúria, perto da fronteira do rio Amur entre a República Popular da China e a Rússia (Sibéria). O xamanismo Oroqen está extinto.

Até o início dos anos 1950, a principal religião dos nômades Orochen era o xamanismo. No verão de 1952, quadros do Partido Comunista Chinês coagiram os líderes do Oroqen a desistir de suas "superstições" e abandonar quaisquer práticas religiosas. Esses líderes tribais, Chuonnasuan (Meng Jin Fu) e Zhao Li Ben, também eram xamãs poderosos. O ritual especial da comunidade para "mandar embora os espíritos" e implorar para que não voltem foi realizado durante três noites em Baiyinna e em Shibazhan.
O último xamã vivo de Orochen, Chuonnasuan ( chinês: 孟金福, pinyin: Mèng Jīn Fú), morreu aos 73 anos em 9 de outubro de 2000. Sua vida, doença iniciatória e treinamento como xamã são detalhados em um artigo publicado, também disponível online.
Chuonnasuan foi o último xamã vivo que praticou seu ofício antes do banimento comunista de tais "superstições" nesta região em 1952. Durante três noites em julho de 1952, em várias comunidades separadas, os povos Orochen realizaram rituais nos quais imploraram aos espíritos para deixá-los para sempre. Evidência e aprimoramento de imagens mentais auditivas (canções espirituais) e visuais durante estados alterados de consciência podem ser encontradas no relato de Chuonnasuan sobre sua prática de xamanismo. Digno de nota é que ele relatou realizar apenas uma viagem ritual ao mundo inferior, que chamou de Buni. Este termo para o mundo inferior ou terra dos mortos é idêntico ao usado pelo povo Nanai da Sibéria em relatos de xamãs coletados há quase um século. Sacrifícios aos espíritos ancestrais ainda são feitos rotineiramente, e há uma crença psicológica popular no animismo.
Tradicionalmente os Orochen têm uma veneração especial pelos animais, especialmente o urso e o tigre, que consideram seus irmãos de sangue. O tigre é conhecido por eles como wutaqi, que significa "homem idoso", enquanto o urso é amaha, que significa "tio".

## História

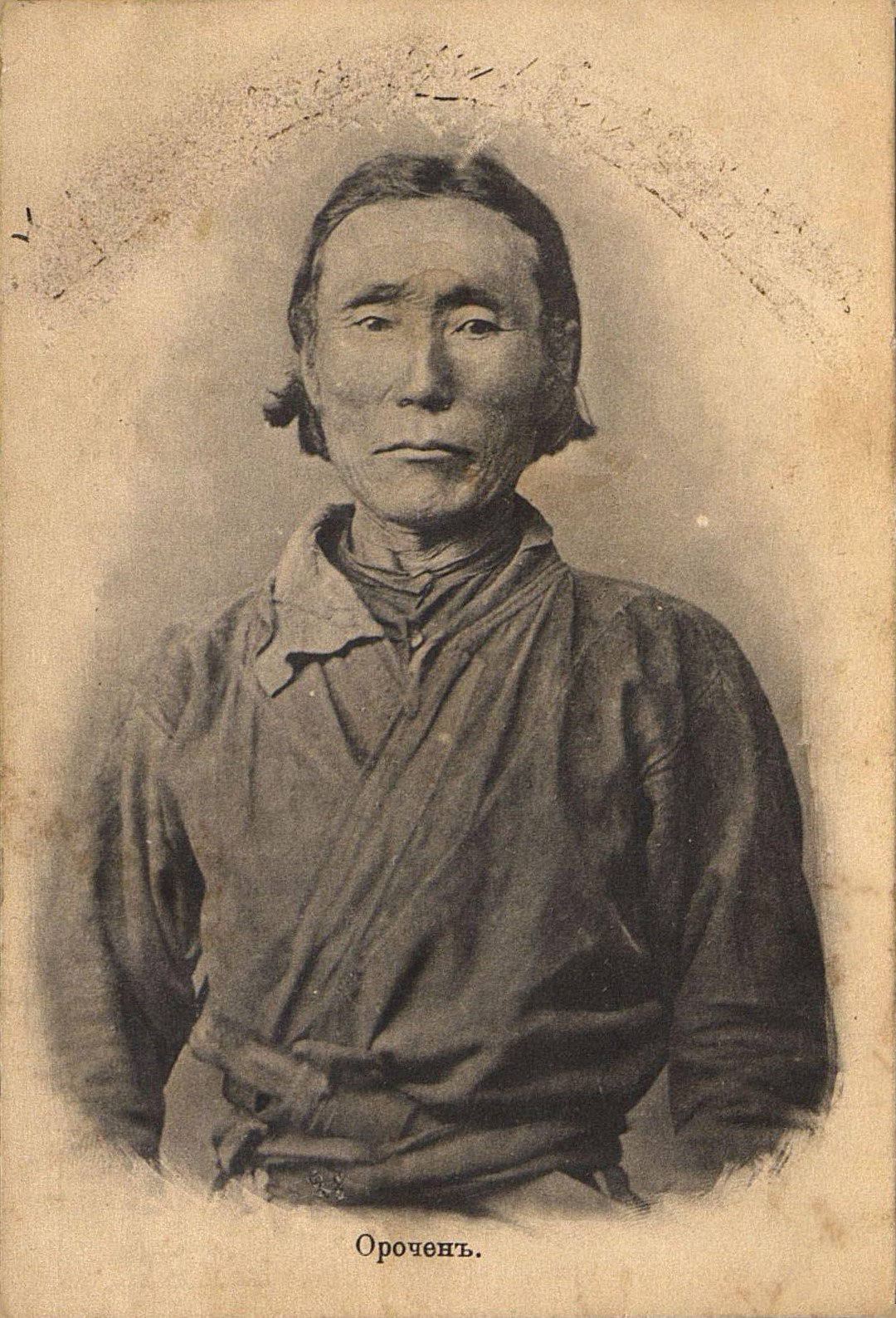
Homem Orochen, 1900

Os Orochen (Guruchin da Mongólia) são um dos grupos étnicos mais antigos do nordeste da China. O endônimo oroqen significa "pessoas que mantêm renas, pastor(es) de renas". O ancestral dos Oroqen viveu originalmente na vasta área ao sul das montanhas Outer Khingan e ao norte de Heilongjiang.

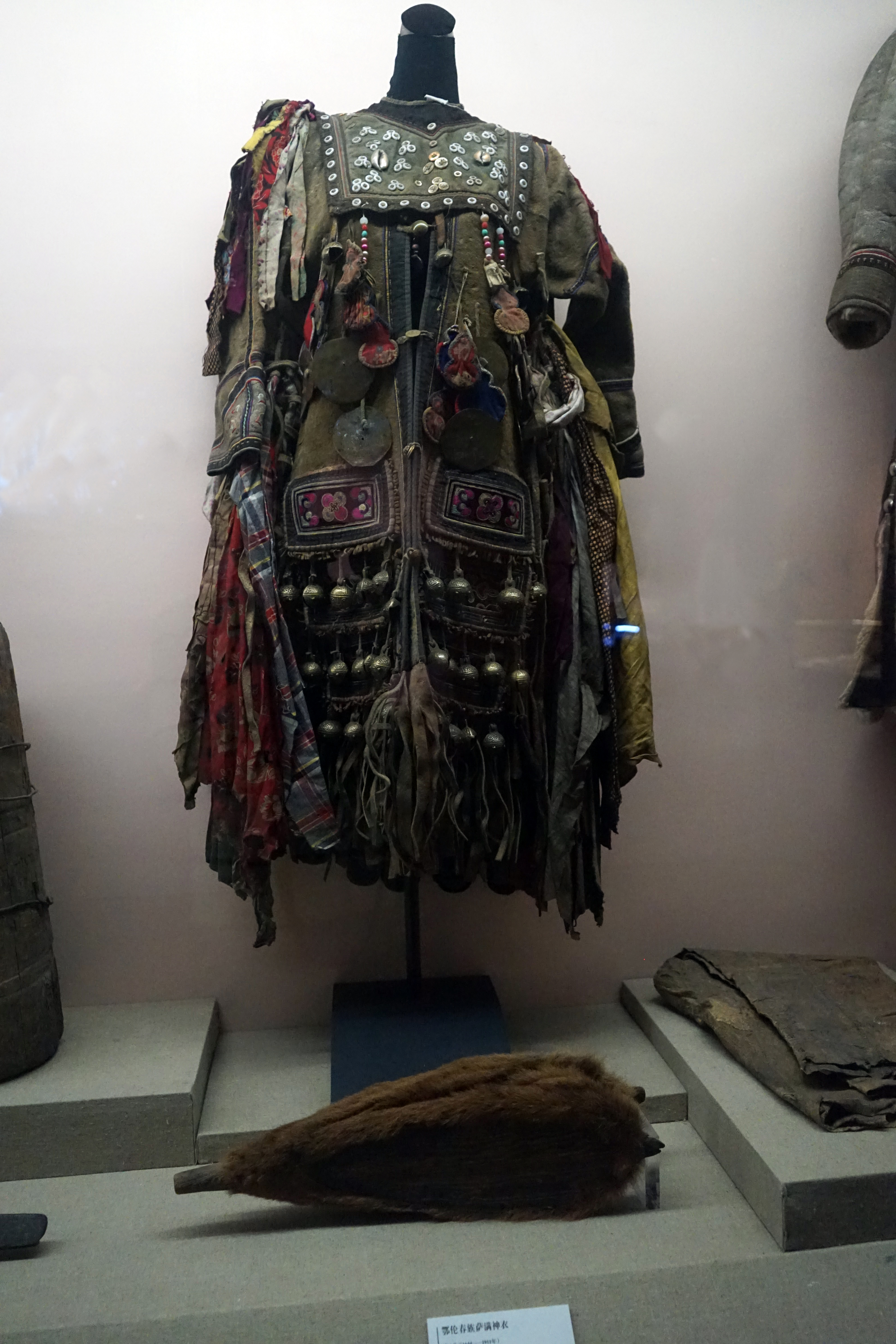
Roupas xamãs Orochen

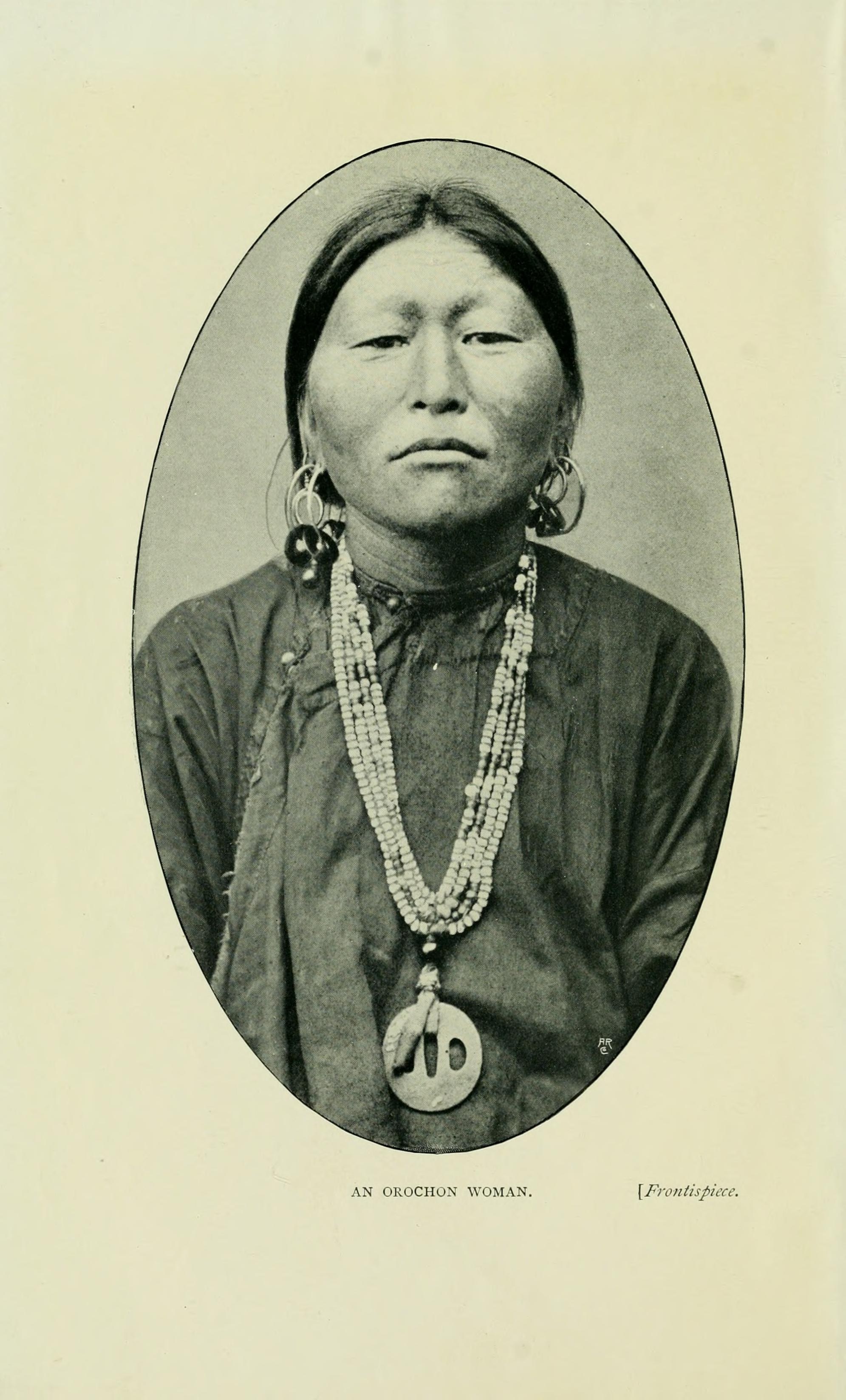
Uma mulher Orochen, 1903

Eles já formaram parte do antigo povo conhecido como Shiwei. No século 17, após as invasões do Império Russo, alguns Orochens se mudaram para a área perto das montanhas Grande e Menor Khingan próximo ao Rio Amur e também para a Região de Pozharsky, no Krai do Litoral na Russia.
Durante a ocupação japonesa da Manchúria, o Povo Orochen sofreu um declínio populacional significativo. Os japoneses distribuíram ópio entre eles e submeteram alguns membros da comunidade a experimentos humanos e, combinados com incidentes de doenças epidêmicas, isso fez com que sua população diminuísse até restar apenas 1.000. Os japoneses proibiram os Orochens de se comunicar com outras etnias e os forçaram a caçar animais para eles em troca de rações e roupas que às vezes eram insuficientes para a sobrevivência, o que levava a mortes por fome e exposição. O ópio foi distribuído a adultos de Oroqen com mais de 18 anos como forma de controle. Depois que 2 soldados japoneses foram mortos em Alihe por um caçador Oroqen, os japoneses envenenaram 40 Oroqen até a morte. Os japoneses forçaram Orochen a lutar por eles na guerra que levou a uma diminuição populacional do povo Orochen. Mesmo aqueles Oroqen que evitaram o controle direto dos japoneses se viram em conflito com as forças anti-japonesas dos comunistas chineses, o que contribuiu para o declínio de sua população durante esse período.
Após a expulsão dos japoneses da Manchúria, os Orochen ficaram sob suspeita dos comunistas chineses como contra-revolucionários e foram perseguidos, principalmente durante a Revolução Cultural entre 1966 e 1976. Alguns Orochen foram levados ao suicídio devido a intenso interrogatório pelas autoridades comunistas chinesas , além de ter que suportar humilhações, torturas e espancamentos públicos.